# Tomasz Jaskóła
Tomasz Janusz Jaskóła (ur. 31 lipca 1974 w Częstochowie) – polski polityk i nauczyciel, poseł na Sejm VIII kadencji.

## Życiorys
Ukończył historię w Wyższej Szkole Pedagogicznej w Częstochowie, podjął także studia prawnicze. Pracował jako asystent na Wydziale Filologiczno-Historycznym częstochowskiej WSP (1998–2004) oraz jako nauczyciel historii i wiedzy o społeczeństwie w II Liceum Ogólnokształcącym im. Romualda Traugutta w Częstochowie (1998–2011). Został także przedsiębiorcą, dyrektorem generalnym w wydawnictwie i redaktorem naczelnym portalu MojaMatura.pl.
Fundator i prezes Fundacji Order Jana III Sobieskiego, która działa na rzecz przywrócenia Orderu Niepokalanego Poczęcia Najświętszej Marii Panny oraz dynastycznego orderu rodziny Sobieskich.
Członek władz Stowarzyszenia „Republikanie” i współtwórca fundacji Instytut Ziemi Częstochowskiej. Należał do partii Polska Razem, w której był częstochowskim pełnomocnikiem. W 2014 bezskutecznie kandydował do sejmiku śląskiego z ramienia KWW Niezależny Samorząd Województwa Śląskiego. W 2015 współtworzył nową partię Kongres Republikański, w której działał jednak krótko. W wyborach parlamentarnych w tym samym roku wystartował do Sejmu w okręgu częstochowskim z pierwszego miejsca na liście komitetu wyborczego wyborców Kukiz’15, zorganizowanego przez Pawła Kukiza. Uzyskał mandat posła VIII kadencji, otrzymując 10 952 głosy. W czerwcu 2016 współtworzył Klub Republikański w Sejmie. W wyborach samorządowych w 2018 został kandydatem Kukiz’15 na prezydenta Częstochowy. W głosowaniu otrzymał 5,27% głosów, zajmując 4. miejsce spośród 6 kandydatów. Bez powodzenia kandydował także w wyborach do Parlamentu Europejskiego w 2019. W sierpniu tegoż roku opuścił klub poselski Kukiz’15, współtworząc koło poselskie Unii Polityki Realnej. Nie ubiegał się w 2019 o poselską reelekcję.
W 2022 objął stanowisko dyrektora Browaru Lwówek w Lwówku Śląskim.